# Небесный капитан и мир будущего
«Небесный капитан и мир будущего» (англ. Sky Captain and the World of Tomorrow) — фильм Керри Конрана в стиле дизельпанк. Этот фильм был первым в истории кино, где все декорации, пейзажи и реквизит были созданы компьютерами, а актёры снимались исключительно на фоне голубого экрана. Одну из ролей в образе голограммы исполнил умерший за 15 лет до этого Лоренс Оливье; чтобы «оживить» исполнителя для съёмок, Конран использовал кадры с молодым Оливье из архивов BBC и компьютерную графику.

## Сюжет
1939 год. Журналистка Полли Перкинс расследует загадочные исчезновения шестерых учёных. Она получает письмо от учёного-химика доктора Дженингса, который сообщает, что знает, кто будет похищен следующим. Оказывается, он вместе с шестью исчезнувшими учёными работал в секретной лаборатории «Подразделение-11», которой руководил таинственный доктор Тотенкопф (нем. Totenkopf — «мёртвая голова»). Тем временем, город Нью-Йорк подвергается нападению гигантских роботов, с которыми вступает в бой «Небесный Капитан» — знаменитый пилот-ас на службе ВВС США. Газеты сообщают об аналогичных атаках по всему миру: «механические великаны» похищают нефть, уголь, генераторы, оборудование сталелитейных заводов и прочие ресурсы. Капитан и Полли, у которых из-за совместного прошлого довольно натянутые отношения, пытаются узнать у Дженингса больше информации о Тотенкопфе, но последнего смертельно ранит таинственная убийца. Умирая, доктор успевает передать Полли две ампулы, за которыми приходила убийца, и берёт с неё обещание скрыть их подальше от Тотенкопфа. Дэкс, соратник Капитана, выясняет, что роботы контролируются дистанционно: сигнал исходит из Шамбалы — белого пятна на карте мира, расположенном где-то в Непале. Дэкса похищают роботы во главе с убийцей Дженингса, но тот успевает оставить Капитану послание, где искать похитителей.
Полли Перкинс подключается к расследованию, подозревая, что механические великаны и исчезновения учёных взаимосвязаны. Кроме того, эмблема на механических великанах и эмблема лаборатории Тотенкопфа совпадают. В Непале Капитан и Полли заручаются помощью Каджи и ищут следы лаборатории Тотенкопфа. Находят они лишь заброшенный шахтёрский комплекс, где похищенные из Шамбалы монахи добывали для учёного природный уран из местных шахт, но почти все погибли из-за лучевой болезни. Двое подручных Каджи оказываются наёмниками Тотенкопфа — они нападают на Полли и, угрожая её жизни, требуют от Капитана отдать им ампулы Дженингса. Полли приходится отдать их, и наёмники запирают героев на складе со взрывчаткой, откуда их вовремя спасает Каджи. Шахта взрывается, и все трое теряют сознание. Приходят в себя они уже в Шамбале, где их вылечили местные монахи. Один из них, переживший каторгу на шахтах Тотенкопфа, но изуродованный радиацией, даёт подсказку Капитану, как найти учёного, но в обмен просит убить себя.
Капитан расшифровывает предположительное местонахождение Тотенкопфа, но по пути туда у самолёта кончается топливо. Капитан запрашивает помощь у Фрэнки Кук, своей старой напарницы по лётной школе и действующего капитана Британских ВВС. Френки делится с героями разведданными — несколько дней назад, после атаки роботов по всему миру, они засекли их передвижения в участке океана, куда как раз направляются Капитан и Полли: там расположен остров, не отмеченный на картах и защищённый роботами. Эскадрилья Кук сопровождает Капитана и Полли, давая им шанс проникнуть мимо роботов на остров, который заселён неизвестными животными, похожими на динозавров. Там же на острове они находят лабораторный комплекс Тотенкопфа, где идут приготовления к запуску космического корабля, на который, как на Ноев ковчег, свозятся животные и учёные. От поднятых по тревоге роботов их спасают Дэкс и вызволенные им учёные, которых так же похитили ранее. Один из них, Кесслер, раскрывает замысел проекта «Мир Будущего», над которым их принуждали работать ещё во времена существования «Подразделения-11»: Тотенкопф был одержим идеей, что человечество изживает себя и войнами убивает планету, из-за чего решил уничтожить прежнюю цивилизацию и дать начало новой; космический корабль, построенный роботами, должен выполнить миссию «Ноева ковчега», перезаселив Землю заново, как только человечество будет уничтожено двигателем сгорания его корабля, который должен воспламенить атмосферу планеты на высоте в 100 километров от поверхности. Последнее, что было необходимо Тотенкопфу — ампулы Дженнингса, в которых находятся «Адам и Ева» (генетический материал нового человечества), и теперь, когда он завладел ими, для его замысла более не осталось препятствий.
Капитан, Полли и остальные с боем проникают в кабинет Тотенкопфа, только чтобы потом выяснить, что последний уже мёртв более 20 лет, а реализацией его плана занимаются запрограммированные им роботы. Капитан решает пожертвовать собой, чтобы остановить корабль, прежде чем тот наберёт необходимую высоту для запуска двигателя. На пути у него встаёт та самая убийца, но с помощью Полли её побеждают, и выясняют, что она тоже была роботом. На корабле Полли запускает сброс контейнеров с животными, пока Капитан окончательно добивает убийцу-робота и выводит движок корабля из строя.
Корабль взрывается, так и не достигнув верхних слоёв атмосферы, а Капитан и Полли спасаются на аварийной капсуле, приводнившись в океане. Полли, так долго искавшая момента для последнего снимка для своей статьи, наконец делает самое важное для себя фото, но Капитан говорит ей, что из-за колпачка объектива она потратила последний снимок зазря.

## В ролях
| Актёр           | Роль                                                              |
| --------------- | ----------------------------------------------------------------- |
| Джуд Лоу        | Небесный Капитан Джозеф "Джо" Салливан                            |
| Гвинет Пэлтроу  | журналистка Полли Перкинс                                         |
| Анджелина Джоли | Франческа "Фрэнки" Кук (капитан Королевских ВМС, подруга Джозефа) |
| Джованни Рибизи | Дэкс (помощник Небесного Капитана)                                |
| Майкл Гэмбон    | Пэйли (редактор газеты)                                           |
| Бай Лин         | Таинственная женщина (помощница Тотенкопфа, робот)                |
| Омид Джалили    | Каджи (начальник лагеря в Тибете, старый друг Капитана)           |
| Лоренс Оливье   | доктор Тотенкопф (главный злодей, компьютерная реконструкция)     |
| Питер Лоу       | доктор Кесслер                                                    |

## Прокат
Первый показ фильма состоялся 22 июля 2004 года в Сан-Диего. До премьеры оставалось около двух месяцев, что давало надежды исправить некоторые недоработки и недочёты.
Фильм должен был появиться на широких экранах 25 июня 2004 года. Однако после того, как была обнародована дата выхода «Человека-паука 2» (30 июня 2004 года), продюсеры перенесли релиз на 3 месяца — на 17 сентября 2004 года.

### Кассовые сборы
Небесный капитан и мир будущего имел высокие кассовые ожидания. С выходом 17 сентября 2004 г. в премьерную неделю фильм занял первое место в прокате Северной Америки с 15,5 млн долл. Однако в итоге там фильм собрал 37,7 млн долл., с учётом сборов в других странах в 20,1 млн долл. сборы не окупили бюджета в 70 млн долл., сделав картину провальной.
В интервью The Telegraph Керри Конран оспаривал размер бюджета: «Я лично очень не согласен с этой [бюджетной цифрой], и я хотел бы, чтобы кто-нибудь показал мне, куда ушли все эти деньги … Я не поддерживаю эти цифры и никогда не поддерживал. В тот первый день мы вошли в офис Джона Авнета и он сказал: „Что вы хотите за постановку?“, и мы сказали 3 миллиона долларов. Мы могли бы сделать версию этого фильма за 3 млн долл. Он был бы черно-белым и без имен актёров…».
«Но даже несмотря на это, все это должно было стоить менее 20 млн долл. Расскажите мне, как это ушло с 20 до 70?».

### Критика
На агрегаторе рецензий Rotten Tomatoes рейтинг одобрения фильма составляет 70 % на основе 209 обзоров. На Metacritic рейтинг фильма — 64 балла, основанный на 36 обзорах. Опрошенные CinemaScore зрители дали картине оценку «B−».
Канадская телесеть Space в 2005 году дал картине Spacey Award в номинации Лучший научно фантастический/фэнтезийный фильм. Кинокритик Роджер Эберт был среди тех, кто решительно поддержал фильм, поставив ему 4 звезды из 4 возможных и похвалив его за «беспечную энергию и радость». Эберт писал: «Это напомнило мне о том, что я чувствовал, когда впервые увидел „В поисках утраченного ковчега“. Это как фильм, вырвавшийся из воображения прямо на экран, не проходя по пути сквозь реальность». Фильм стал одним из немногих, получивших максимальные пять звёзд от IGN FilmForce. В своем обзоре для Chicago Reader Дж. Р. Джонс написал: «Этот дебютный полнометражный фильм Керри Конрана является триумфом не только его технического мастерства, но и хорошего вкуса». Entertainment Weekly поставило фильму оценку «A-», заявив: «Инвестиции оптимистичны и мудры; Небесный капитан — великолепная, забавная и долгожданная новинка».
Энтузиазм других критиков был несколько умерен. Например, Стивен Холден из The New York Times похвалил его визуальные эффекты и воспоминание об ушедшей эпохе, но сказал, что «монохроматические вариации сепии удерживают актёров и их приключения на утонченной эстетической дистанции… Иногда фильм трудно понять. И по мере того, как действие ускоряется, чудо его визуальной концепции начинает уступать место научно-фантастическим клише». Клаудия Пьюиг из USA Today заявила, что фильм был «сплошным стилем, а не содержанием, умным салонным трюком, но скучным фильмом». Стивен Хантер из The Washington Post назвал это «новинкой стоимостью 70 миллионов долларов».